# Ptinus priminidi
Ptinus priminidi is een keversoort uit de familie klopkevers (Ptinidae). De wetenschappelijke naam van de soort werd in 1976 gepubliceerd door Theodore James Spilman.